# Vimperk
Vimperk (in tedesco Winterberg) è una città della Repubblica Ceca facente parte del distretto di Prachatice, in Boemia Meridionale.

## Monumenti e luoghi d'interesse
- Castello di Vimperk